# 自壊
「自壊」（じかい）は、松山千春が2007年5月9日にリリースした60枚目のシングル。

## 解説
本作のサイドキャップに「プレミアムマキシシングル」と記されている。
カップリング曲の「青空」は、アサヒ緑健『緑効青汁』のラジオCMソングとして使用された。

## 収録曲
| 全作詞・作曲: 松山千春。 |            |           |            |          |      |
| #                        | タイトル   | 作詞      | 作曲・編曲 | 編曲     | 時間 |
| 1.                       | 「自壊」   | 松山千春  | 松山千春   | 飛澤宏元 | 5:30 |
| 2.                       | 「青空」   | 松山千春  | 松山千春   | 大石学   | 4:40 |
| 3.                       | 「宗谷岬」 | 松山千春  | 松山千春   | 飛澤宏元 | 3:59 |
| 4.                       | 「賭け」   | 松山千春  | 松山千春   | 土方隆行 | 3:32 |
| 合計時間:                | 合計時間:  | 合計時間: | 17:41      |          |      |